# Secret Weapon
Secret Weapon es la séptima novela de la serie The Last of the Jedi, basada en el universo de Star Wars, y está escrita por Jude Watson. Fue publicada por Scholastic en inglés (1 de abril de 2007). En español su publicación no está prevista y el título se traduciría como "Arma secreta".

## Argumento
En el anterior libro, Return of the Dark Side, Trever había huido del asteroide donde se ocultaban elementos de la resistencia. En este libro, Trever, con una nave que le ha sido comprada por Flame, regresa al asteroide y tras pedir perdón por haber dejado allí a sus compañeros, les cuenta sus dudas sobre Ferus Olin, levantando sospechas incluso a una Jedi como Solace. 
En el asteroide habían llegado a la conclusión que allí no se podía hacer mucho más y aprovechando la aparición de Trever deciden partir; Solace, Clive Flax, Astri Oddo y Lune se dirigen a Coruscant, mientras Flame, Trever y Roan Lands se dirigen a Bellassa.
Ferus Olin es enviado también a Bellassa, el planeta donde se convirtió en héroe de la resistencia, pero esta vez como agente del Imperio Galáctico junto con Darth Vader y el Gran Moff Tarkin. Allí es presentado como un impulsor para la mejora de la economía del planeta, lo que rápidamente le convierte en un enemigo del pueblo al ver estos un antiguo héroe de la resistencia unido al Imperio. Aunque públicamente es presentado como una parte importante de la restructuración, en realidad es mantenido al margen de la información. Se infiltra en los aposentos de Darth Vader y descubre que hay una operación en marcha llamada “Twilight” pero no sabe en qué consiste, además averigua que se está construyendo algo a gran escala pero no sabe el qué.
En Coruscant, Solace encuentra a otro Jedi huido del Imperio llamado Ry-Gaul que se le une.
Lune demuestra sus habilidades en La Fuerza en público mientras está jugando y tras una persecución es detenido por un grupo de stormtroopers y enlistado en la Academia Naval Imperial.
En Bellassa, Roan contacta con Ferus, disipa cualquier duda sobre verdadera lealtad y trazan un plan para infiltrarse en las instalaciones donde el Imperio está investigando. Ferus proporciona la entrada a un grupo formado por Trever, Roan y Amie Antin. Roan y Ferus intentan extraer información de los ordenadores y Trever se va a indagar a los hangares; Pasados unos minutos, Trever no está de vuelta por lo que Ferus va a buscarle, tras encontrarlo le entrega un chip con información por si ellos no pueden escapar y le dice que se oculte. Al intentar volver con sus compañeros, Ferus se encuentra con Darth Vader que se interpone entre él y sus amigos, en un movimiento muy rápido Darth Vader mata a Roan, Ferus lleno de odio, y pese a que Roan le pidió que no lo hiciera, ataca a Darth Vader, quien con total facilidad le derrota, y lo arresta junto con Armie Antin.
Tras pasar un tiempo encerrado aparece el Emperador quien le ofrece entrenarle para ser más poderoso que Darth Vader y a la vez reclutar adeptos en La Fuerza para la Academia, Ferus pensando que puede seguir como doble agente, acepta.
Trever consigue escapar de las instalaciones y es enviado a Coruscant junto con Flame, y allí tras descubrir que Lune ha sido alistado, Trever se ofrece a alistarse él también para ayudarle a escapar.